# Lintulammi
Lintulammi är en sjö i Finland. Den ligger i kommunen Jämsä i landskapet Mellersta Finland, i den södra delen av landet, 190 km norr om huvudstaden Helsingfors. Lintulammi ligger 142 meter över havet. Arean är 1,3 hektar och strandlinjen är 0,51 kilometer lång. Sjön  ingår i Kumo älvs huvudavrinningsområde.   I omgivningarna runt Lintulammi växer i huvudsak blandskog.